# Arion Orchestre Baroque
Pour les articles homonymes, voir Arion.
Arion Orchestre Baroque, fondé en 1981 à Montréal, est un orchestre de musique ancienne sur instruments d’époque au Québec, spécialisé dans la musique du XVIIIe siècle.

## Historique
Arion Orchestre Baroque est fondé en 1981 à Montréal (d’abord sous le nom d’Ensemble Arion). Il s’agit alors d’un quatuor formé de la flûtiste Claire Guimond, de la violoniste Chantal Rémillard, du claveciniste Hank Knox et de la gambiste Betsy MacMillan.
Le nom de l’ensemble est tiré de la mythologie grecque (Arion est un musicien de l’Antiquité qui parvient à charmer un dauphin et ainsi échapper à la noyade), mais également d’une cantate du même nom d’André Campra qui fut jouée lors du concert inaugural du groupe.
À partir du milieu des années 1990, le quatuor d’origine s’agrandit dans le but de développer un répertoire plus orchestral et s’aventurer dans le répertoire classique de la deuxième moitié du XVIIIe siècle.
La flûtiste Claire Guimond assure la direction artistique de l’orchestre depuis ses débuts. Au cours de la saison 2019-2020, la direction artistique est partagée avec Mathieu Lussier, qui lui succédera à partir de la saison 2020-2021.
L’orchestre n’a pas de chef attitré et préfère collaborer avec des chefs et solistes invités. On remarque notamment au fil des ans la présence des sopranos Suzie LeBlanc et Karina Gauvin, du flûtiste à bec Vincent Lauzer, des violonistes Stefano Montanari, Enrico Onofri et Monica Huggett, du violoncelliste Jaap ter Linden, des clavecinistes Christophe Rousset, Garry Cooper et Alexander Weimann, du flûtiste Barthold Kuijken et du clarinettiste Lorenzo Coppola.
Arion Orchestre Baroque s’est produit en tournée au Québec, au Canada, aux États-Unis, au Mexique, au Brésil, au Japon ainsi qu’en Europe.
Arion est en résidence à la salle Bourgie du Musée des Beaux-Arts de Montréal, où il tient une série de cinq programmes annuels. L’orchestre se produit également dans différents lieux de diffusion montréalais, notamment par le biais des tournées du Conseil des arts de Montréal, mais également dans les principaux festivals québécois et canadiens, tels que le Domaine Forget, le Festival Bach de Montréal, le Chamberfest d'Ottawa et le Festival international de musique baroque de Lamèque, au Nouveau-Brunswick.
Arion compte une discographie de 33 titres en formation de chambre ou d’orchestre distribuée par les réseaux internationaux et sur le web. Des artistes, tels que la soprano Karina Gauvin, le claveciniste Alexander Weimann, les violonistes Stefano Montanari, Monica Huggett, ainsi que Barthold Kuijken et Jaap ter Linden et une pléiade de solistes y ont collaboré. 

## Prix et distinctions
L'orchestre a reçu maintes distinctions pour ses enregistrements et concerts, remportant notamment 9 Prix Opus, du Conseil québécois de la Musique, 2 Prix Félix, de l'ADISQ, 1 Prix Juno du Canadian Academy of Recording Arts and Sciences et 1 Diapason d'Or de la revue française Diapason.
- 2020 : Prix Opus, Concert de l'année – Musiques médiévale, de la Renaissance et baroque, pour le concert Musica Notturna, attribué par Conseil québécois de la Musique (Québec)
- 2020 : Prix Opus, Directrice artistique de l'année, attribué à Claire Guimond par le Conseil québécois de la musique (Québec)
- 2018 : Diapason d’or, pour l'enregistrement Vivaldi – Concertos pour flûte à bec, attribué par la revue Diapason (France)
- 2017 : Prix Opus, Concert de l'année – Musiques médiévale, de la Renaissance et baroque, pour le concert Bach et les Bernardini, attribué par Conseil québécois de la musique (Québec)
- 2016 : Prix Opus, Concert de l'année – Musiques médiévale, de la Renaissance et baroque, pour le concert Coucou!, attribué par Conseil québécois de la musique (Québec)
- 2015 : Pris Opus, Disque de l'année – Musiques médiévale, de la Renaissance et baroque, pour l'enregistrement Les Trésors cachés d'Italie, attribué par Conseil québécois de la Musique (Québec)
- 2014 : Pris Opus, Disque de l'année – Musiques médiévale, de la Renaissance et baroque pour l'enregistrement Prima Donna, attribué par Conseil québécois de la Musique (Québec)
- 2013 : Prix Félix, Disque de l'année – Album vocal classique, pour l'enregistrement Prima Donna, attribué par l’ADISQ (Québec)
- 2013 : Prix Juno, Disque de l'année – Vocal/choral, pour l'enregistrement Prima Donna, attribué par l’ADISQ (Canada)
- 2007 : Prix Opus, Concert de l'année à Montréal, pour le concert Plaisirs champêtres, attribué par Conseil québécois de la musique (Québec)
- 2007 : Pris Opus, Concert de l'année – Musiques médiévale, de la Renaissance et baroque, pour le concert Plaisirs champêtres, attribué par Conseil québécois de la Musique (Québec)
- 2006 : Prix du Public – Concert de l'Année du Conseil des Arts de Montréal pour la tournée montréalaise du concert Vivaldi – Chiaroscuro (Québec)source?
- 2004 : Distinction, Disque de l'année – Musiques ancienne, attribué par le Opus Magazine, pour l'enregistrement Maria, Madre di Dio (Canada)
- 2003 : Prix Opus, Disque de l'année – Musiques médiévale, de la Renaissance et baroque, pour l'enregistrement Handel - Love Duets, attribué par Conseil québécois de la musique (Québec)
- 2003 : Prix Félix, Disque de l'année – Solistes et petits ensembles, pour l'enregistrement Handel - Love Duets, attribué par l’ADISQ (Québec)
- 2002 : 2e prix, International Handel Recording Prize pour l'enregistrement Handel - Love Duets (Royaume-Uni)[12]
- 1984 : 3e prix, Concours international de musique ancienne de Bruges (Belgique)[source secondaire nécessaire]

## Discographie
Arion Orchestre Baroque a enregistré plus d'une trentaine de disques, sous les étiquettes early-music.com, ATMA Classique, Analekta et de la Société Radio-Canada.
- 1985 : Entre Paris et Versailles – Leclair, Hotteterre et Guillemain
- 1990 : Musique de chambre baroque avec flûte à bec – Quantz, Graun, Couperin, etc., avec Marion Verbruggen (flûte à bec)
- 1991 : Quatuors parisiens, de Georg Philipp Telemann
- 1993 : Conversations en musique – Telemann, Quentin et Mondonville
- 1994 : 4 Cantates françaises du XVIIe et XVIIIe siècles – Clérambault, Campra et Montéclair, avec Danièle Forget (soprano)
- 1995 : L'Offrande musicale, de Jean-Sébastien Bach
- 1995 : Un concert en Nouvelle-France, avec Richard Duguay (ténor)
- 1996 : 6 Sonates en trio, BWV 525-530, de Bach
- 1997 : Musique de table (première production), de Telemann
- 1997 : O’Carolan’s Harp, avec Siobhan McDonnall (harpe celtique)
- 1997 : Les Quatre Saisons, de Joseph Bodin de Boismortier, avec Isabelle Desrochers (soprano), Hervé Lamy (ténor) et Max van Egmond (baryton)
- 1998 : Concertos, de Jean-Marie Leclair, avec Claire Guimond (flûte) et Monica Huggett (violon et direction)
- 2001 : Suites concertantes, de Bach, avec Claire Guimond (flûte), Chantal Rémillard (violon), Hank Knox et Luc Beauséjour (clavecins) dirigé par Barthold Kuijken
- 2001 : Suites and concertos, de Bach, dirigé par Jaap ter Linden
- 2001 : Sacred Arias, de Georg Friedrich Haendel avec Daniel Taylor (contreténor), dirigé par Monica Huggett
- 2002 : Love Duets, de Handel avec Suzie LeBlanc (soprano), Daniel Taylor (contreténor) et Stephen Stubbs (luth, guitare baroque et direction)
- 2003 : Maria, Madre di Dio – Vivaldi, Handel et Scarlatti, avec Agnès Mellon (soprano) et Matthew White (contreténor), dirigé par Monica Huggett
- 2005 : Faustina Bordoni – Visages d’une Prima Donna, avec Kimberly Barber (mezzo-soprano), Jonathan Carle (baryton), dirigé par Monica Huggett
- 2005 : Tutti flauti ! – Telemann, avec Matthias Maute et Sophie Larivière (flûtes à bec), Claire Guimond et Mika Putterman (flûtes), dirigé par Jaap ter Linden
- 2006 : Chiaroscuro – Vivaldi avec Claire Guimond (flûte) et Mathieu Lussier (basson)
- 2007 : Les trésors cachés – Telemann, dirigé par Jaap ter Linden
- 2007 : Plaisirs champêtres, de Jean-Féry Rebel, dirigé par Daniel Cuiller
- 2008 : Symphonies des noël et Concertos comiques, de Michel Corrette
- 2009 : La Passione – Symphonies 41, 49 et 44, de Joseph Haydn, dirigé par Gary Cooper
- 2010 : Symphonies et concertos, de Carl Philipp Emanuel Bach, avec Claire Guimond (flûte) et Gary Cooper (clavecin et direction)
- 2012 : Passion selon saint Jean, de Bach, avec Les Voix Baroques, dirigé par Alexander Weimann
- 2012 : Prima Donna – Handel, Vivaldi et Vinci, avec Karina Gauvin (soprano) et Alexander Weimann (direction)
- 2014 : Les Trésors cachés d'Italie – Concertos pour violon de Lidarti, Razetti, Montanari, Nardini & Sirmen, avec Stefano Montanari (violon et direction)
- 2017 : Rebelles Baroques – Concertos de Quantz et Telemann, avec Claire Guimond et Alexa Raine-Wright (flûtes), Jean-Louis Blouin (alto) et Alexander Weimann
- 2017 : Magnificat, BWV 243, de Bach, avec Johanna Winkel et Johanette Zomer (sopranos), James Laing (contreténor), Zachary Wilder (ténor), Matthew Brook (basse), dirigé par Alexander Weimann
- 2018 : Concertos pour flûte à bec, d'Antonio Vivaldi, avec Vincent Lauzer (flûte à bec), dirigé par Alexander Weimann
- 2020 : Concertos et Ouverture, de Telemann, avec Vincent Lauzer (flûte à bec), Mathieu Lussier (basson et direction) et Alexander Weimann (direction)
- 2023 : Les souper du roy, œuvres de Blamont, Delalande, Destouches, Francoeur, Rameau, dirigé par Mathieu Lussier